# Marcus Linday
Marcus Linday, född 2 juni 2003 är en svensk fotbollsspelare (mittfältare) som spelar för SC Heerenveen i Eredivisie.

## Karriär
Marcus Lindays moderklubb är Pershagens SK, beläget strax söder om Södertälje. Som 13-åring gick han över till Assyriska FF. Han A-lagsdebuterade i tävlingssammanhang som 17-åring i en 2-0-seger mot IFK Eskilstuna den 27 september 2020. Totalt gjorde han tre framträdanden när Assyriska FF vann Division 2 Södra Svealand. Året därpå kom det stora genombrottet, då Linday etablerade sig i A-laget när klubben åkte ur Ettan Norra.
Efter en ny stark säsong 2022 – där Assyriska FF föll i kvalet till Ettan Norra – ryktades Linday bort men han valde att stanna och fick i slutet av säsongen 2023 fira en ny serieseger i Division 2 Södra Svealand. Kort efter att uppflyttningen säkrats skrev Linday på ett 2+2-årskontrakt med allsvenska nykomlingen Västerås SK, vilka han provspelat med tidigare samma sommar.
Lindays debut i Västerås SK har varit så framgångsrik att han nu är en given startspelare i Allsvenskan och belönades med ett nytt 4-års kontrakt som sträcker sig 30 juni 2028. 
Den 27 januari 2024 debuterade Linday i Västerås SK i träningsmatchen mot Djurgårdens IF. Efter en imponerande försäsong kom tävlingsdebuten i 2-1-segern mot Hammarby IF den 17 februari 2024, där Linday hyllades för sin insats. Linday gjorde sin allsvenska debut i premiäromgången den 1 april 2024 mot AIK. Gemensamt för samtliga tre debutmatcher var att Marcus Linday startade matcherna.

## Statistik
| Klubb              | Säsong             | Liga                      | Liga    | Liga | Nationell cup | Nationell cup | Internationell cup | Internationell cup | Övrigt  | Övrigt | Totalt  | Totalt |
| Klubb              | Säsong             | Division                  | Matcher | Mål  | Matcher       | Mål           | Matcher            | Mål                | Matcher | Mål    | Matcher | Mål    |
| ------------------ | ------------------ | ------------------------- | ------- | ---- | ------------- | ------------- | ------------------ | ------------------ | ------- | ------ | ------- | ------ |
| Assyriska FF       | 2020               | Division 2 Södra Svealand | 3       | 0    | 0             | 0             | -                  | -                  | -       | -      | 3       | 0      |
| Assyriska FF       | 2021               | Ettan Norra               | 21      | 2    | 0             | 0             | -                  | -                  | -       | -      | 21      | 2      |
| Assyriska FF       | 2022               | Division 2 Södra Svealand | 22      | 2    | 0             | 0             | -                  | -                  | 2       | 1      | 24      | 3      |
| Assyriska FF       | 2023               | Division 2 Södra Svealand | 25      | 2    | 0             | 0             | -                  | -                  | -       | -      | 22      | 2      |
| Totalt             | Totalt             |                           | 71      | 6    | 0             | 0             | 0                  | 0                  | 2       | 1      | 71      | 6      |
| Västerås SK        | 2024               | Allsvenskan               | 28      | 0    | 3             | 0             | -                  | -                  | -       | -      | 28      | 0      |
| Totalt i karriären | Totalt i karriären | Totalt i karriären        | 99      | 6    | 3             | 0             | 0                  | 0                  | 2       | 1      | 99      | 7      |

## Meriter
Assyriska FF
- Division 2 Södra Svealand (2): 2020 och 2023.

## Personligt
Under uppväxten var Marcus Lindays favoritklubb Chelsea medan hans favoritspelare var Eden Hazard. Han är utöver det även en hängiven supporter till hockeyklubben Södertälje SK.